# Лондонский инцидент (1661)
Лондонский инцидент 10 октября 1661 года — оскорбление, нанесённое в Лондоне испанским послом бароном де Ваттевилем французскому послу графу д’Эстраду и приведшее к дипломатическому конфликту.
После реставрации Стюартов Франция направила в Лондон чрезвычайного посла с поздравлениями Карлу II, а в следующем году в Англию был послан в качестве постоянного представителя граф д’Эстрад. В его инструкциях, датированных 23 мая 1661 года, предписывается искать установления между двумя монархами союза персоны с персоной, королевства с королевством.
Испания в июле 1660 года направила с поздравлениями Карлу II чрезвычайным послом в Лондон маркиза де Конфлана, которого на постоянной основе сменил его дядя барон де Ваттевиль, назначенный 7 сентября 1660.
10 октября 1661 года во время церемонии торжественного въезда в Лондон шведского посла Ваттевиль, не желавший уступать первенство представителю Франции, явился с большим эскортом из своих служащих и вооружённого народа числом до двух тысяч человек. Когда кареты двух послов оказались рядом, эта нанятая бароном «группа каналий», как их назвал Людовик XIV, атаковала экипаж д’Эстрада, не имевшего столь внушительной свиты, перерезав подколенные сухожилия лошадям и убив двоих кучеров. Всего в произошедшей короткой стычке пятеро французов были убиты и около тридцати ранены, в том числе сын посла. Противник потерь не имел.
Депеша Эстрада о происшествии была доставлена государственному секретарю по иностранным делам Ломени де Бриенну в одиннадцать часов вечера, и тот немедленно отправился к королю, ужинавшему в покоях королевы-матери со своей женой королевой Марией Терезией и Месье. Услышав новость, Людовик вскочил так резко, что едва не опрокинул стол, после чего увёл за руку Бриенна в соседнюю комнату, чтобы выслушать текст депеши. Анна Австрийская, боявшаяся возобновления войны, пыталась пойти за ними, но король её остановил, заявив, что это дело между ним и королём Испании, что войны он не объявит, но и оскорблять своих послов не позволит никому.
Выслушав депешу, Людовик приказал графу де Бриенну немедленно выслать из страны испанского посла графа де Фуэнсальданью, а его сменщика маркиза де ла Фуэнте предупредить, «чтобы ноги его не было во Франции». Одновременно король отозвал комиссаров, занимавшихся делимитацией франко-испанской границы, также отозвал своего посла в Мадриде архиепископа Амбрёна, потребовал от короля Испании «репарации, пропорциональной афронту», персонального наказания для Ваттевиля и подтверждения обязательства для испанских послов всегда уступать первенство французам на церемониях при иностранных дворах. В случае отказа он пригрозил объявлением войны.
Эстраду было предписано требовать от Карла II наказания лондонцев, участвовавших в нападении, а также удаления от королевского двора барона де Ваттевиля.
Король Испании был весьма раздосадован действиями своего посла, но принять требования Людовика не решался. На созванном в связи с инцидентом Государственном совете мнения разделились. Многие заявляли, что король Франции не имеет права ни на какую репарацию, а барон де Ваттевиль сделал то, что должен был сделать. Тем не менее Филипп IV, не желавший разрыва отношений, произнёс: «Не раздражайте христианнейшего короля, это государь молодой и воинственный, с которым надо быть осторожными. Он действует в соответствии со своим возрастом и темпераментом».
Ваттевиль был отозван и находился в заключении в крепости Санторкас до конца правления Филиппа. Всем испанским министрам при иностранных дворах было предписано никогда не соперничать с французскими представителями. Маркиз де ла Фуэнте был направлен чрезвычайным послом в Париж, где на публичной аудиенции 24 марта 1662, в присутствии принцев крови, герцогов и пэров, а также дипломатического корпуса, от имени своего государя дезавуировал предприятие барона де Ваттевиля, принёс извинения за инцидент и подтвердил обязательство уступать первенство французам.
Принеся извинения, испанский представитель удалился, а Людовик обратился к нунцию и всем присутствовавшим иностранным министрам со словами: «Вы слышали заявленное мне испанским послом. Я прошу вас написать вашим правителям, дабы они знали, что католический король отдал приказание всем своим послам уступать старшинство моим при любых обстоятельствах».
Четверым государственным секретарям было поручено составить и подписать протокол, фиксировавший обязательства Испании.
В своих так называемых «Мемуарах» Людовик распорядился поместить пояснение этого события, демонстрирующее его тщеславие и самомнение:

Этот успех можно было бы, конечно, назвать значительным, поскольку я добился того, на что мои предшественники даже не надеялись, заставив испанцев не только признать, что они не претендуют на соперничество, но даже пойти на то, чтобы торжественно и документально закрепить это своё признание. И я не знаю, был ли за всю историю монархии более славный для неё факт: ибо короли и монархи, которых наши предки видели иногда у своих ног оказывающими им почтение, выступали не как короли и не как монархи, а как простые сеньоры небольших княжеств, которые у этих сеньоров были в ленном владении и от которых они могли отказаться. Здесь же почтение совсем другого рода — короля королю, короны короне, которое не оставляет ни малейшего сомнения даже нашим врагам в том, что наша монархия является первой во всем христианском мире. Этот успех, впрочем, не был бы таковым, я могу с уверенностью это сказать, если бы я не действовал от начала и до конца по своей собственной инициативе гораздо чаще, чем следовал бы советам других, и это было для меня в течение долгих лет поводом для радости.— Mémoires de Louis XIV présentés et annotes par Jean Longon. — P., 1978. — p. 203: Цит. по: Блюш Ф. Людовик XIV. — М., 1998. — С. 271
В честь этого события была выпущена памятная медаль, на реверсе которой была изображена состоявшаяся церемония: стоящий на ступенях трона король и намного ниже испанский посол в поклоне в окружении министров иностранных держав, с легендой Jus præcedendi assertum («утверждённое право первенства»), и снизу: Hispanorum excusatio coram xxx. legatis principum MDCLXII («извинение испанцев в присутствии тридцати княжеских легатов, 1662»).
Комментируя эту историю, Жан-Кристиан Птифис замечает, что «принцип равенства суверенных наций является современным понятием международного права», тогда как в эпоху Людовика XIV «принималась идея иерархии государств. Сложность была в том, что каждый из основных монархов требовал первого ранга, король Испании — на суше, король Англии — на море. Император претендовал на вселенское господство. Что касается папы, тот никогда не упускал случая напомнить о своём духовном главенстве». В свою очередь, Людовик выдвинул собственную концепцию, помещавшую французскую монархию впереди всех остальных, о чем он и приказал написать составителям своих «Мемуаров». «На практике Франция никогда не спорила об этом самом первенстве. На Нимвегенском конгрессе она не создавала никаких затруднений из-за его признания». Согласно условиям «Фамильного пакта» (фр. Pacte de famille), заключённого 15 августа 1761 года в Париже представителями Людовика XV и Карла III, при монарших дворах Бурбонов (Неаполь, Парма) дипломатический приоритет предоставлялся Франции, а в случае прибытия ко двору послов в один день в других странах — преимущество также получал французский.

## Комментарии
1. ↑  Франция с середины XVI века оспаривала право испанских послов занимать первое место на официальных церемониях, но только после заключения Пиренейского мира, закрепившего ее военное превосходство над Испанией, смогла настаивать на дипломатическом первенстве (Сен-Симон, с. 787, прим. 81). Мнение некоторых французских авторов, в частности Дешодта, о том, что первенство французских послов было к тому времени «установленным обычаем» (Дешодт, с. 138), не соответствует действительности.
2. ↑  Птифис пишет, что желание испанского посла проехать впереди французского привело к драке на набережной возле Тауэра, в которой «все мобилизовавшиеся лондонские французы не смогли противостоять двум тысячам наёмников, оплаченным испанским министром». По его словам, в стычке были убиты восемь французов (Petitfils. Louis XIV. Chapitre XIV. Les débuts glorieux).
3. ↑  По ироничному замечанию Ф. Блюша, «этот „повод для радости“ будет длиться ещё дольше, так как станет одной из тем официальной истории правления Людовика XIV», будет отражен в надписи на медали (Блюш, с. 271), а также аллегорически изображён на медальоне, выполненном по карандашному наброску Шарля Лебрена и выставленном в Зеркальной галерее Версаля. Блюш приводит его описание из выставочного каталога: «Франция и Испания там представлены в образе двух женщин, которых можно узнать по их атрибутам. Испания представлена женщиной, приносящей извинения, а её лев, который является символом Испании, расположился у ног Франции, рядом с которой стоит богиня правосудия и держит в руках весы, чаши которых находятся в равновесии, что должно означать: она вынесла свое решение» (Блюш, с. 271).